# Parafia Wniebowzięcia Najświętszej Maryi Panny w Imbramowicach
Parafia Wniebowzięcia Najświętszej Maryi Panny – parafia rzymskokatolicka w Imbramowicach (nazwanych tak na cześć Św. Imbrama) znajduje się w dekanacie Żarów w diecezji świdnickiej. Była erygowana w XIV w. Jej proboszczem jest ks. Ryszard Mencel.

## Galeria

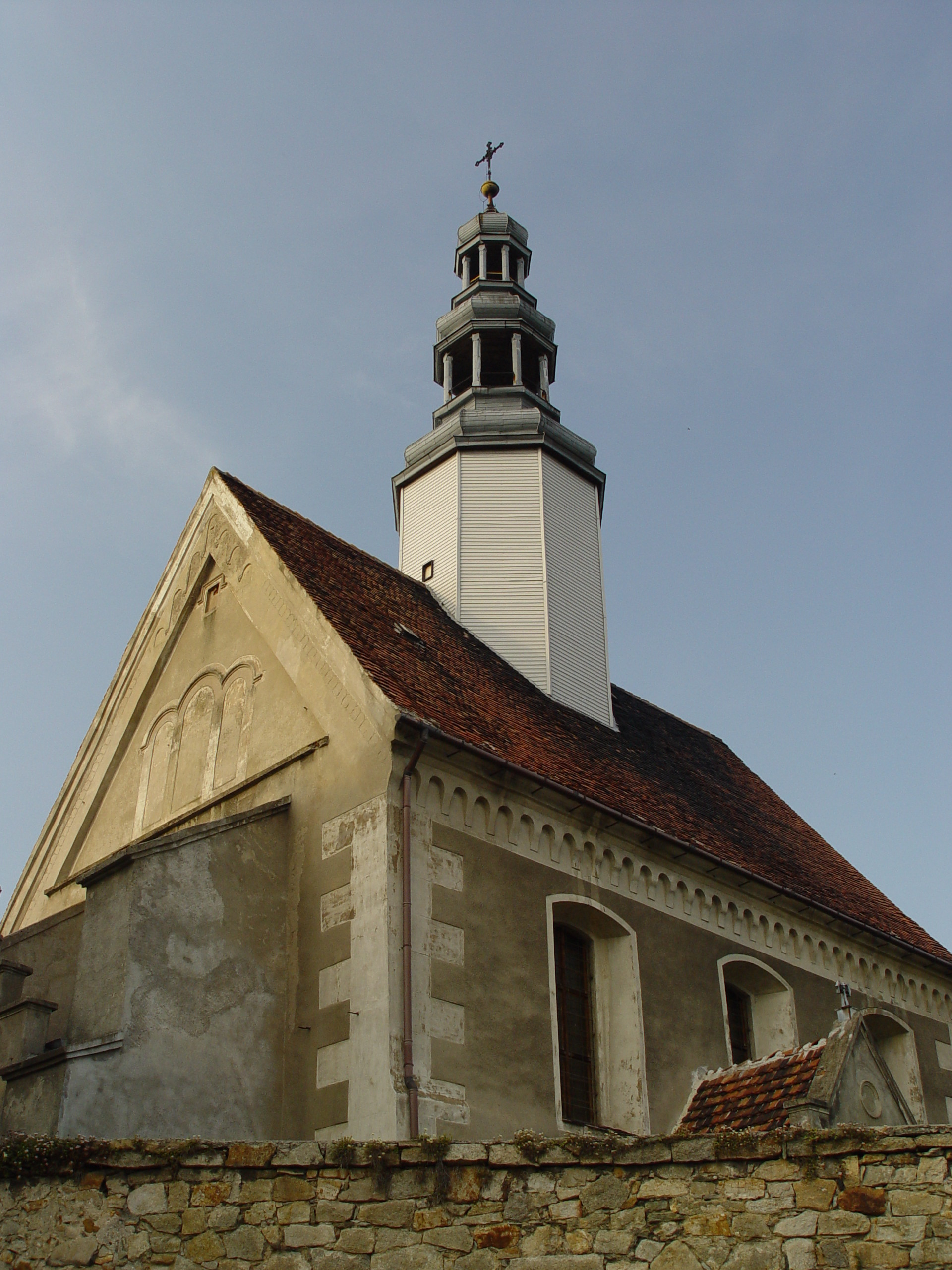
Kościół filialny pw. św. Barbary w Borzygniewie.